# Малешевић Село
Малешевић Село је насељено место на Кордуну, у саставу општине Војнић, Карловачка жупанија, Република Хрватска.

## Историја
Малешевић Село се од распада Југославије до августа 1995. године налазило у Републици Српској Крајини.

## Становништво
Малешевић Село је према попису из 2011. године имало 44 становника.

### Број становника по пописима
| Националност   | 2001. | 1991. | 1981. | 1971. | 1961. | 1953. | 1948. | 1931. | 1921. | 1910. | 1900. | 1890. | 1880. | 1869. | 1857. |
| бр. становника | 71    | 69    | 71    | 97    | 123   | 111   | 112   | 157   | 124   | 124   | 125   | 100   | 97    | 109   | 97    |

- напомене:

До 1971. исказивано под именом Малешевић-Село.

### Национални састав
| Националност       | 2001.       | 1991.     | 1981.     | 1971.       | 1961.      |
| Срби               | 68 (95,77%) | 69 (100%) | 71 (100%) | 95 (97,93%) | 123 (100%) |
| Хрвати             | 0           | 0         | 0         | 1 (1,03%)   | 0          |
| Југословени        | 0           | 0         | 0         | 0           | 0          |
| остали и непознато | 3 (4,22%)   | 0         | 0         | 1 (1,03%)   | 0          |
| Укупно             | 71          | 69        | 71        | 97          | 123        |